# 芝政ワールド
芝政ワールド（しばまさワールド）は、福井県坂井市三国町にあるテーマパーク。

## 概要
芝政観光開発株式会社が運営するテーマパークで、芝生の育成・販売を行なっている株式会社芝政が運営母体となっていたが、2011年以降はエル・ローズグループの一社に移行。
広告などで見られる名称は『日本海と芝生の『遊ぶテーマパーク』6つの王国 芝政ワールド』。かつては「みどりの広場 芝政」と呼ばれていた。
来園者数は1991年の102万人から次第に減少していき、2010年には35万人となっていた。

## 歴史
- 1973年（昭和48年） - 法人設立。
- 1977年（昭和52年） - みどりの広場 芝政がオープン。
- 1990年代 - バブル期に、石川県羽咋郡押水町（現：宝達志水町）に用地を購入したが、使用用途は不明。
- 1997年（平成9年） - 施設名称を芝政ワールドに変更。
- 2011年（平成23年）5月1日 - 不良債務124億7000万円を旧会社に残して清算、設備などを新会社のエル・ローズに移行して再建を図る[2]。
- 2014年 - （平成26年）-プールの夜間営業（スターライトプール）を開始。
- 2016年 - (平成28年)世界初の巨大スライダー「ザ・モンスタースライダー」導入。
- 2018年 - (平成30年)世界初の巨大スライダー「ザ・モンスターウイング」導入
- 2024年-（令和6年）日本最大級の恐竜アトラクション「恐竜の森」オープン[3]

新会社に移行してからはクロカンマラソンやフラダンスなどの各種イベント、2014年からは全国的にも珍しいプールの夜間営業（スターライトプール）を開始するなど新たな取り組みを行っている。2018年1月には、地域活性化支援センターから恋人の聖地としての認定を受けている。2023年には音楽フェスGREEN FLASH Fesが初めて開催された。

## 主な施設
詳細は公式サイトを参照。施設の特色によって6つのエリアに分けられている。
ウォーターエリア カリビアン・ラグーン（夏季のみ）
- ザ・モンスターウイング - 最大傾斜約68度の浮き輪スライダー。2018年6月30日にオープンした[1]。
- ザ・モンスタースライダー - 世界初のコンビネーションスライダーとして2016年7月にオープンした。
- トリプルザウルス - 浮き輪型スライダー。2005年に世界最長・最大落差でギネス認定されている[8]。
- 屋外プール
- 屋内プールなど

パイレーツエリア
海賊の冒険をテーマにした遊園地ゾーン
- 海賊島タイフーン（ジェットコースター）
- カリビアン・バレル（コーヒーカップ）
- カリビアン・バイキング（バイキング）
- カリビアン・トルネード（回転遊具） - 廃止（時期不明）
- トルネードスピン
- 海賊船ハリケーン（アスレチック）
- パイレーツトレイン

アクティブエリア
- モーターボート
- アーチェリー
- クレー射撃
- ゴーカート
- バギーカー
- グラウンドゴルフ

ファンタジーエリア
子ども用の遊園地ゾーン
- キッズパラダイス

ゴルフエリア
- パットゴルフ
- グラウンドゴルフ

リゾートエリア
- オートキャンプ場
- アンティークモール（レストラン、売店）
- 芝生広場
- レンタル遊具（ボール、フリスビーなど）
- スパイからの挑戦状
- 脱出!!シバマサ城　- 2015年4月18日にオープンした立体迷路[9]

恐竜エリア
- 恐竜の森 - 2024年3月9日にオープンする新たな常設アトラクション

季節などにより中止のアトラクションも存在する。

## 交通アクセス
- 北陸自動車道 金津ICから車で約15分
- 北陸新幹線・ハピラインふくい線 芦原温泉駅から車で約15分
  - 夏季は当駅より臨時バスが運行されている。
- えちぜん鉄道 あわら湯のまち駅から車で約12分
  - 夏季は当駅より臨時バスが運行されている。
- 小松空港から車で約45分